# Aladin ou la Lampe merveilleuse
Aladin ou la Lampe merveilleuse és un pel·lícula muda de curtmetratge francesa del 1906. Dirigida per Albert Capellani, l'argumetn s'inspirava en el conte popular  Aladí i la llàntia meravellosa afegit a Les mil i una nits al segle xviii pel seu traductor francès Antoine Galland, qui el va sentir de la narradora maronita Hanna Diyab. És l'adaptació cinematogràfica més antiga que es conserva d'aquest conte.

## Argument
Aladí, fill d'un sastre pobre, està irremeiablement enamorat de la filla del sultà. Un dia, coneix un bruixot que el porta a un palau subterrani on troba una llàntia amb propietats meravelloses. Després de moltes aventures, Aladí porta a casa la llàntia i, gràcies a aquest talismà, ell i la seva mare adquireixen una immensa riquesa que li permet casar-se amb la seva bella princesa. Tanmateix, el bruixot, gelós de la fortuna d'Aladí, irromp a casa seva, roba la llàntia i segresta la princesa. Aladí, tornat a la seva pobresa primitiva, recupera la seva riquesa gràcies a una fada. Va darrere del mag i el castiga per la seva temeritat. Porta la seva dona al seu palau on se celebra una gran festa.

## Producció i llançament
La pel·lícula va ser produïda per Pathé Frères i dirigida per Albert Capellani sobre un guió escrit per André Heuzé. Va ser filmat a l'estudi Vincennes de Pathé. El director de fotografia va ser Segundo de Chomón qui també era responsable dels efectes especials i efectes visuals, inclòs el color amb el procés de plantilla Pathécolor. La pel·lícula es va incloure a la novena sèrie de Féeries & Tales de Pathé.
La pel·lícula es va estrenar el 25 d'octubre de 1906 a Dinamarca, el desembre de 1906 als Estats Units i l'1 de gener de 1907 a França.

## Anàlisi
La pel·lícula consta de 6 escenes introduïdes per intertítols i compostes d'un a cinc plans, per a un total de 18 plans.
Escena 1: El somni d'Aladí.

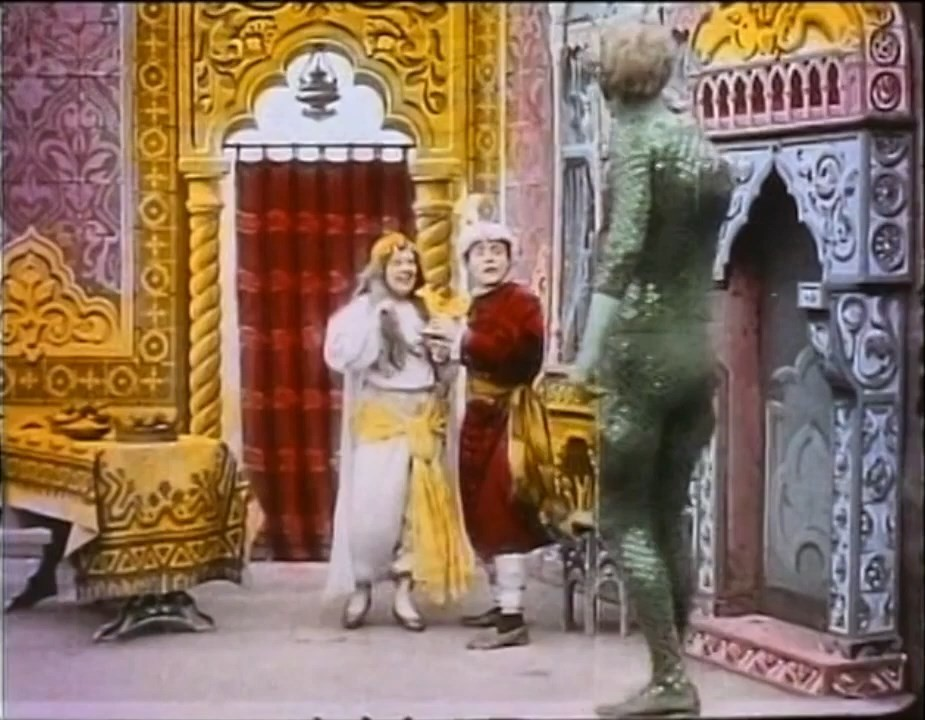
Escena 3

Aladin està adormit i somia amb una princesa. La seva mare el desperta i se'n va.
Escena 2: Aladí troba la princesa.
Aladdin veu la princesa passar per davant de casa seva a cavall amb la seva escorta. Un bruixot li promet que es podrà casar amb la princesa si segueix les seves instruccions.
Escena 3: A la recerca de la llàntia.
El bruixot condueix l'Aladí a un palau subterrani amb un jardí amb pomes de plata i una llàntia daurat. Porta una poma i la llàntia. Quan el bruixot intenta treure-li la llàntia, es resisteix i el bruixot se'n va després de tapar la sortida. Aladí frega la llàntia i apareix un geni que l'allibera. De tornada a casa, un altre geni el fa ric i converteix la seva casa en un palau.

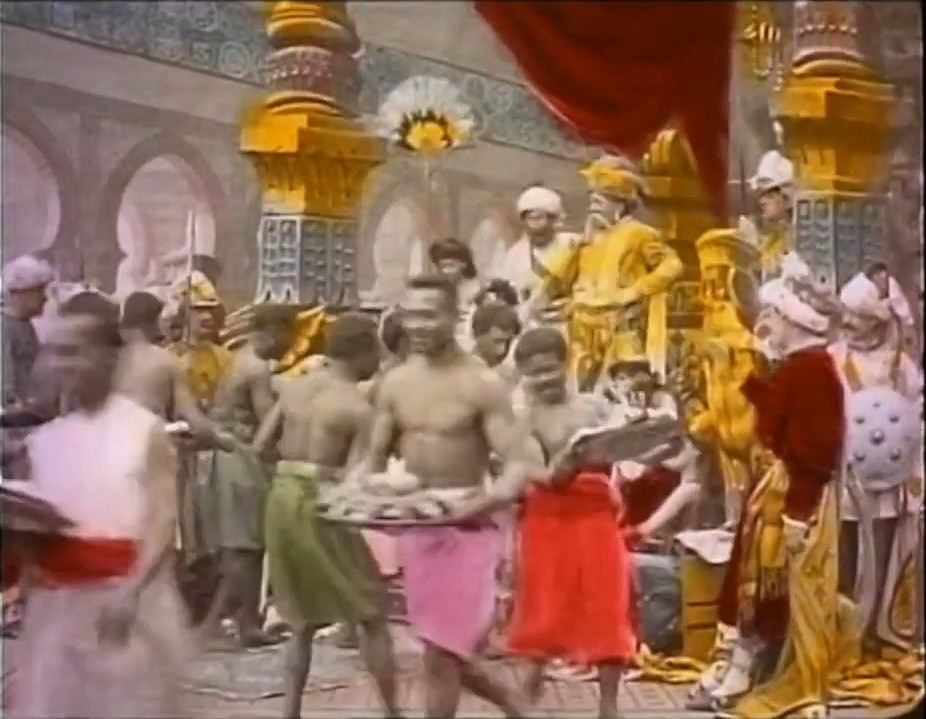
Escena 4

Escena 4: Aladí obté la mà de la princesa.
Aladí és portat a la sala del tron del palau del soldà a qui porta molts regals. El soldà li dona la mà de la seva filla i Aladí porta la princesa al seu palau.
Escene 5: El bruixot roba la llàntia.
El bruixot entra al palau d'Aladí de nit. Agafa la llàntia i la frega fent aparèixer un geni. Amb la seva ajuda segresta la princesa i roba la llàntia.
Escena 6: Triomf d'Aladí - Apoteosi.

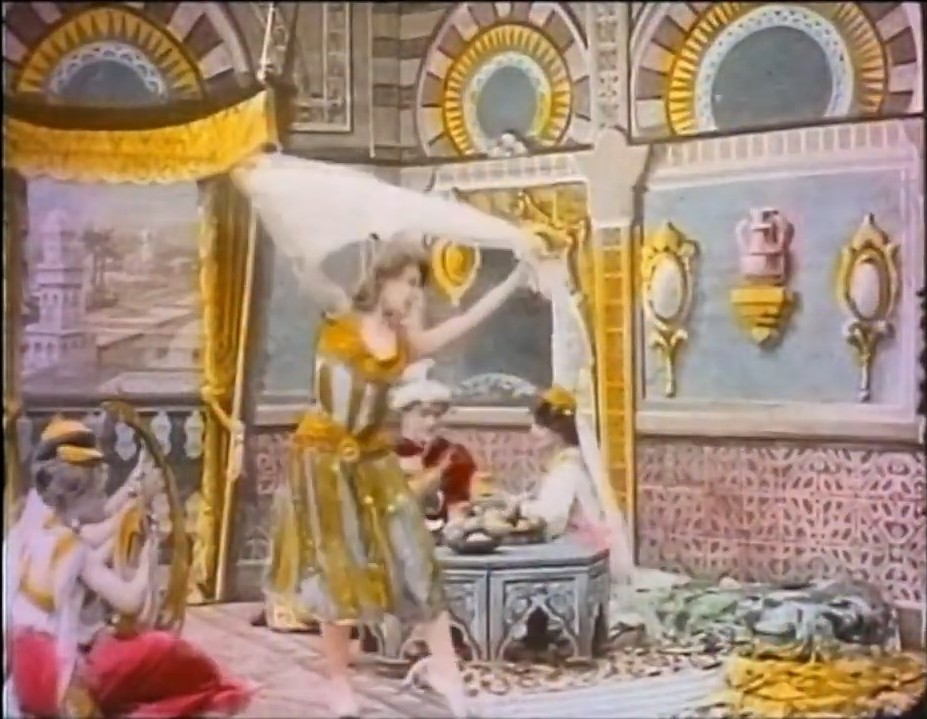
Escena 6

Aladí, tornat a la seva pobresa original, surt de casa seva, desesperat. Una vella demana almoina. Li dona la poma de plata que havia agafat al jardí encantat. La vella es converteix en una fada que restaura la riquesa d'Aladí. Dins del palau d'Aladí, el bruixot intenta dominar la princesa. Aladdí entra corrent i el mata a punyalades. El soldà entra amb homes armats i abraça la seva filla mentre Aladí li besa la mà. Amb l'ajuda de diversos genis, Aladí organitza una gran celebració.
Ian Wojik-Andrews relaciona Aladin amb Le Voyage dans la Lune per concloure que ambdues pel·lícules són "fites importants en la història del cinema i el cinema infantil, no sols perquè són dues dels les primeres adaptacions de la literatura infantil, sinó perquè en elles Méliès i (Capellani) van inventar i desenvolupar el que ara anomenem efectes especials." Richard Abel detalla en particular alguns dels trucs utilitzats: "Al quadre inicial, per exemple, el desig d'Aladí es representa en una imatge onírica inusual: mentre dorm en primer pla, un marc d'ombres globulars s'esvaeix. (com si estigués enganxat, com una placa) sobre la paret de fons, dins de la qual el seu doble aixeca una cortina de llit per prometre el seu amor a la princesa jacent". A l'escena on apareix un gegant verd, "una plataforma fora de la pantalla en primer pla produeix la il·lusió de la seva mida".
La pel·lícula també s'ha assenyalat com a característica de "l'interès de Pathé per la revelació de l'espai com a tal, que està (...) marcat per la panoràmica dels decorats a Au Pays Noir i Aladin on la càmera segueix un personatge després d'un llarg teló de fons." Richard Abel assenyala que Capellani no sols utilitza panoràmiques, sinó també escenes de plans múltiples "que tracen els moviments d'Aladí a través d'espais adjacents", un primer exemple d'edició de continuïtat.

## Repartiment
- Georges Vinter: Aladin
- Louise Willy
- Paul Capellani
- Liane de Pougy: La princesa
- André Deed